# Buffy the Vampire Slayer: The Album
Buffy the Vampire Slayer: The Album – wydany w 1999 roku soundtrack do serialu Buffy: Postrach wampirów, zawiera muzykę z pierwszych 4 sezonów.
1. Nerf Herder – Buffy the Vampire Slayer Theme
2. Guided by Voices – Teenage FBI
3. Garbage – Temptation Waits
4. Velvet Chain – Strong
5. Hepburn – I Quit
6. Furslide – Over My Head
7. Bif Naked – Lucky
8. Black Lab – Keep Myself Awake
9. K's Choice – Virgin State of Mind
10. Superfine – Already Met You
11. Face to Face – The Devil You Know (God is a Man)
12. Kim Ferron – Nothing But You
13. Alison Krauss and Union Station – It Doesn't Matter
14. The Sundays – Wild Horses
15. Four Star Mary – Pain (Slayer Mix)
16. Splendid – Charge
17. Rasputina – Transylvanian Concubine
18. Christophe Beck – Close Your Eyes (Buffy/Angel Love Theme)

Utwór "Temptation Waits" znajduje się na drugiej płycie grupy Garbage. Nie ma go w samym serialu, lecz jego treść wydaje się nim inspirowana.
Do utworu grupy Hepburn "I Quit" nakręcono teledysk. Pojawiają się tam ujęcia z serialu – odcinków Dead Man Party i Doppelgangland.